# Каменская Сечь
Каменская Сечь — административный и военный центр запорожского казачества. Находилась в устье реки Каменки на правом берегу Днепра (ныне село Республиканец Бериславского района Херсонской области).
Основана после разрушения царскими войсками Чертомлыкской Сечи, действовала в 1709—1711 годах. Возрождена с 1728 до 1734 года, после временного пребывания Сечи во владении Крымского ханства возле города Олешки (1711—1728 гг).
В 1734 году запорожцы переселились с Каменской Сечи на р. Подпольную, где основали Новую Сечь.

## История Сечи
Каменская Сечь была основана в 1709 запорожскими казаками после разрушения Чертомлыкской Сечи русскими войсками.

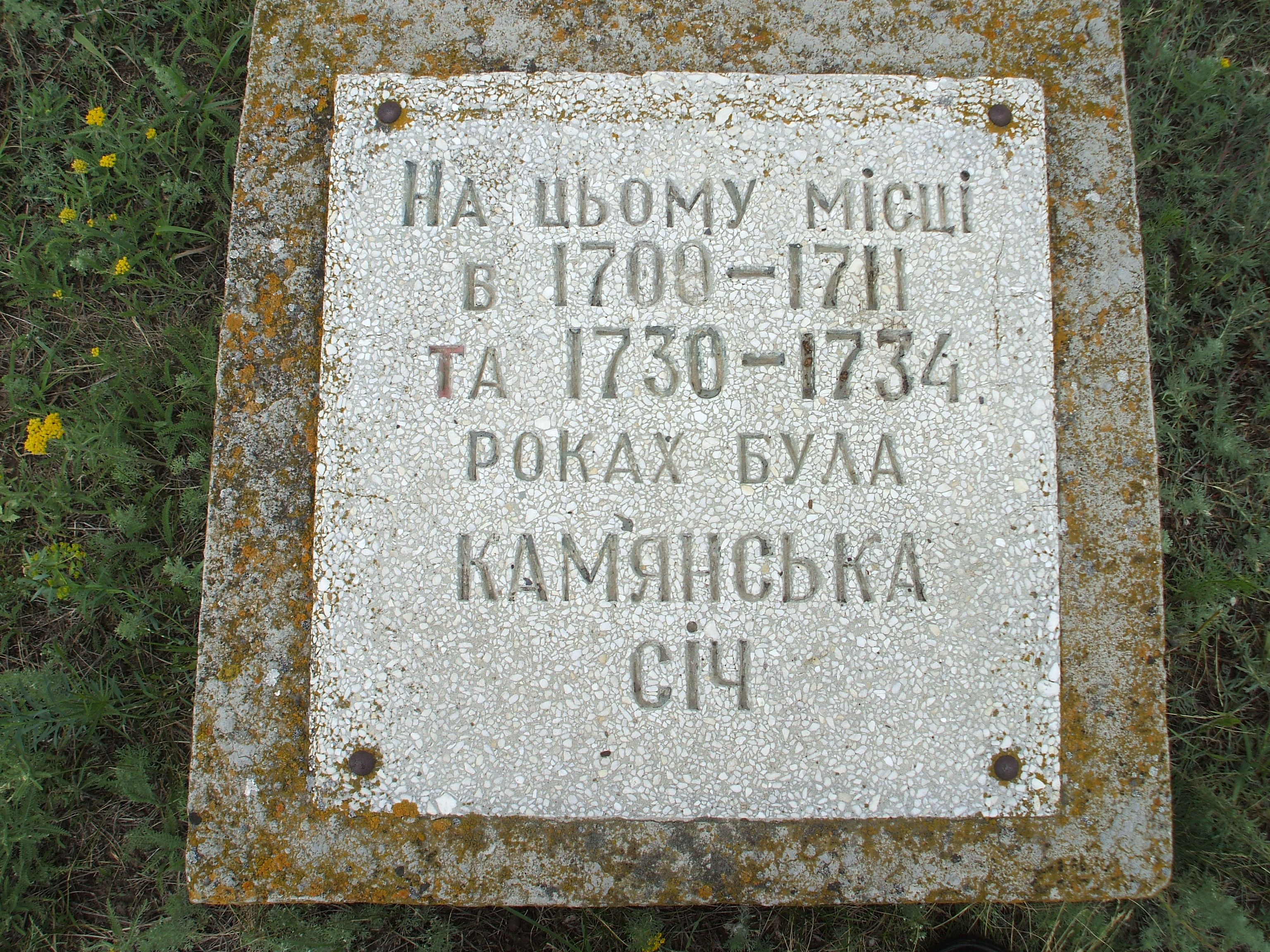
Знак на месте Сечи

Находилась под протекторатом турецкого султана. Его владениями признавали земли от Каменки, Олешок, Переволочной и Очакова над Днепром и Чёрным морем до Буджака. Казаки имели право собирать пошлину с перевозок по Днепру и Бугу.

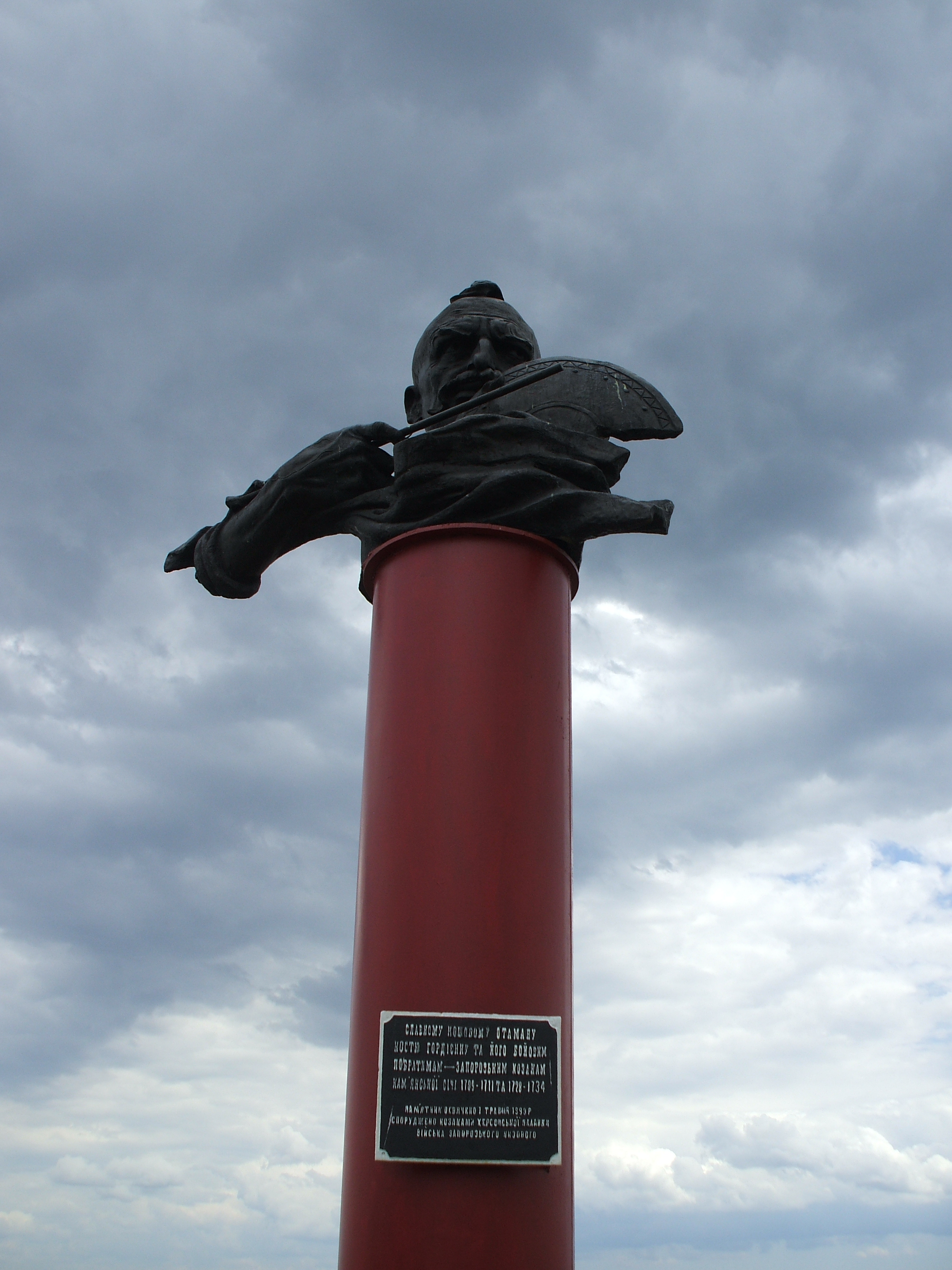
Памятник казакам

Известно, что Каменская Сечь была укреплена валом и рвом. В Сечи находились походная церковь, курени, количество которых почти равнялась их количеству на Чертомлицкой Сечи. На Каменской Сечи был пригород с ремесленными мастерскими (среди них — кузница и мастерская-оружейная) и кабаками. Было костеобработное изготовление, литье цветных металлов, изготовление железа на основе сыродутного процесса, гончарное изготовление посуды, изразцов, казацких трубок.
Существование на границах империи враждебной Москве казацкой группировки беспокоило российское правительство, и в 1711 по приказу царя Петра І Каменская Сечь была разрушена. После разгрома запорожцы основали Олешковскую Сечь, а в 1728 опять осели в Каменке, где до перенесения на р. Подпольную ещё семь лет находилась Сечь.

## Кладбище и могила Костя Гордиенко

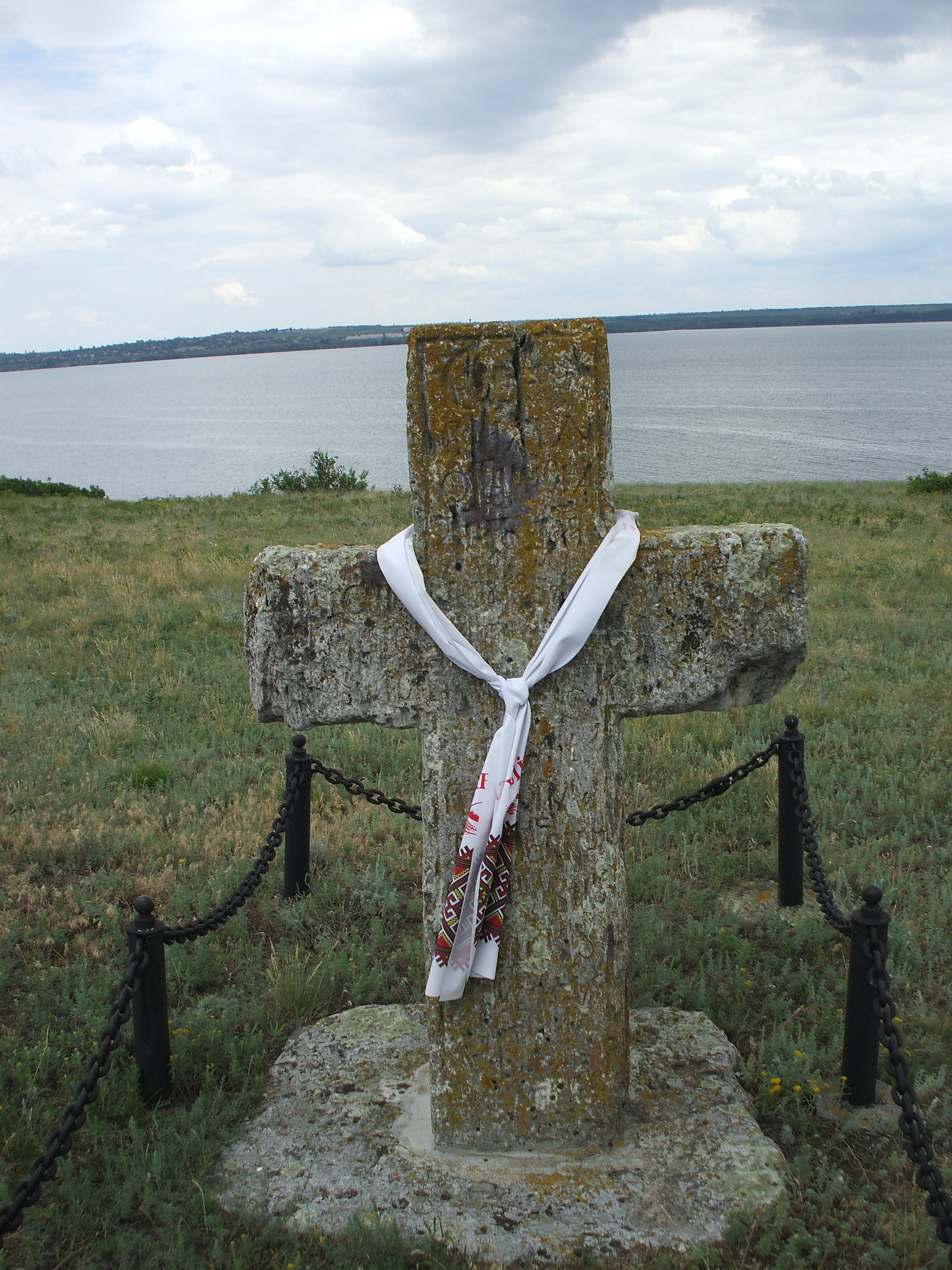
Крест с могилы Костя Гордиенко

Сохранилось кладбище запорожских казаков с каменным крестом над захоронением соратника гетманов Ивана Мазепы и Пилипа Орлика кошевого атамана Костя Гордиенко.

## Музеефикация
Каменская Сечь — единственная из Запорожских Сечей, место которого сравнительно хорошо сохранилось. Археологические исследования проводились в 1913 г., 1957 г., 1976 г., 1990—1991 гг., 2009 г.
В октябре 2008 г. научная общественность Украины выступила с инициативой создания на месте достопримечательности национального значения «Каменская Сечь» филиала Национального заповедника «Хортица» (г. Запорожье) — ведущего учреждения, которая заботится исследованиями и сохранениями памятников казацкой эпохи. В июле 2009 г. на достопримечательности начались археологически-спасательные работы под руководством сотрудников НЗ «Хортица».
30 октября 2009 года Постановлением Кабинета Министров Украины территория достопримечательности отнесена к составу Хортицкого заповедника. Реконструкция исторического ландшафта (символические рвы и валы) исполняется силами волонтеров-добровольцев. В районе казацкого кладбища планируют построить православную часовню в честь Покровы Пресвятой Богородицы.
Кроме вышеупомянутых достопримечательностей, на территории села Республиканец рядом с территорией Сечи сохранились здания экономии помещика Агаркова (кон. XIX — нач. XX ст.), в которых до середины 1990-х гг. находился юношеский оздоровительно-трудовой лагерь. Ныне остатки экономии находятся в состоянии разрушения.

## Галерея

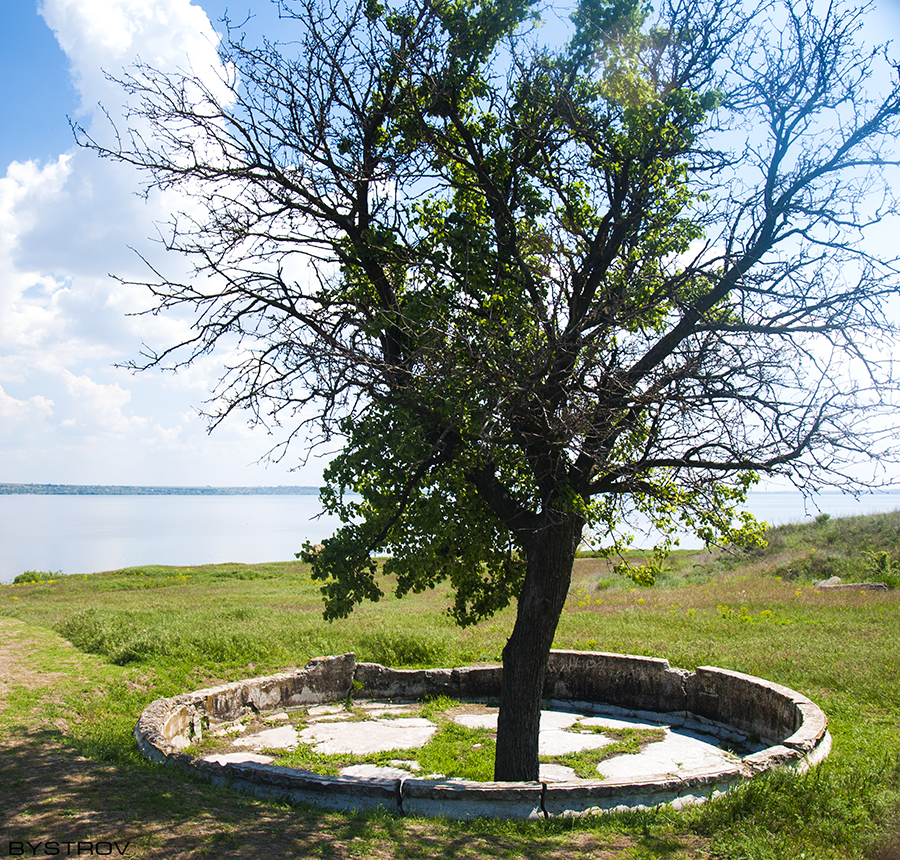
Фонтан
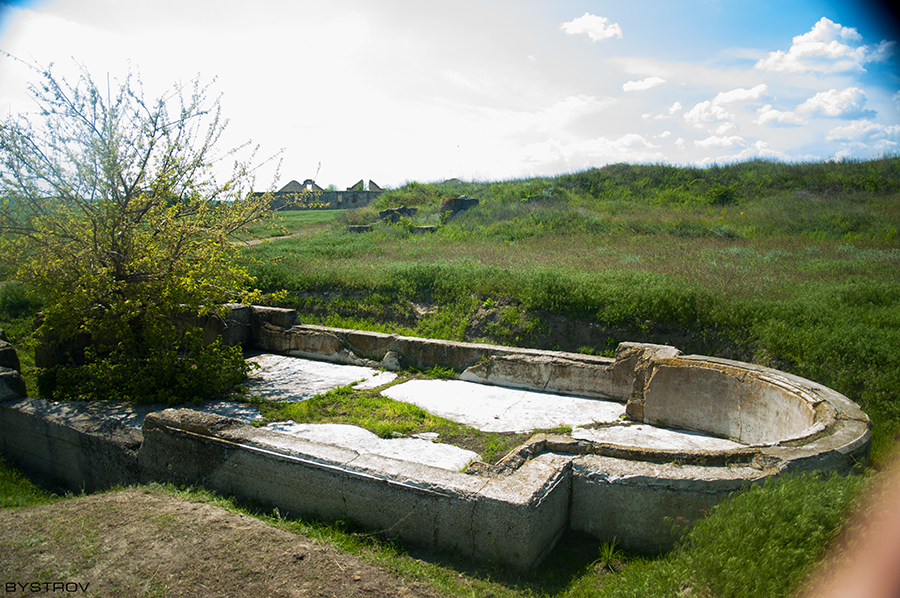
Бассейн
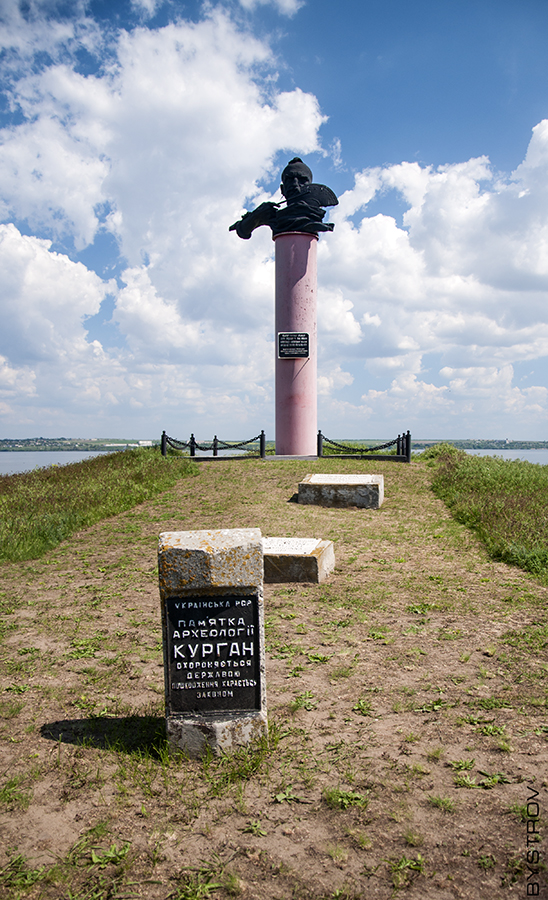
Курган
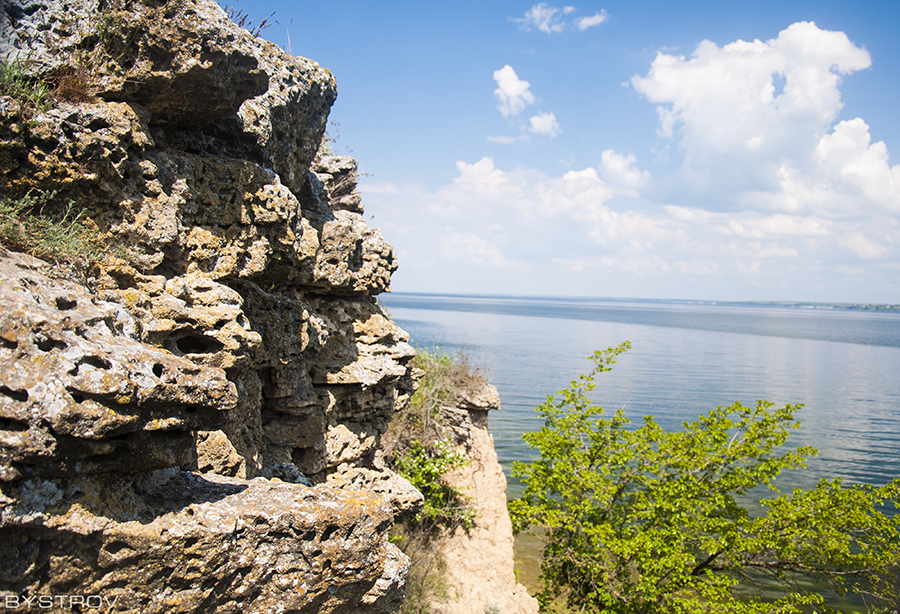
Обрыв
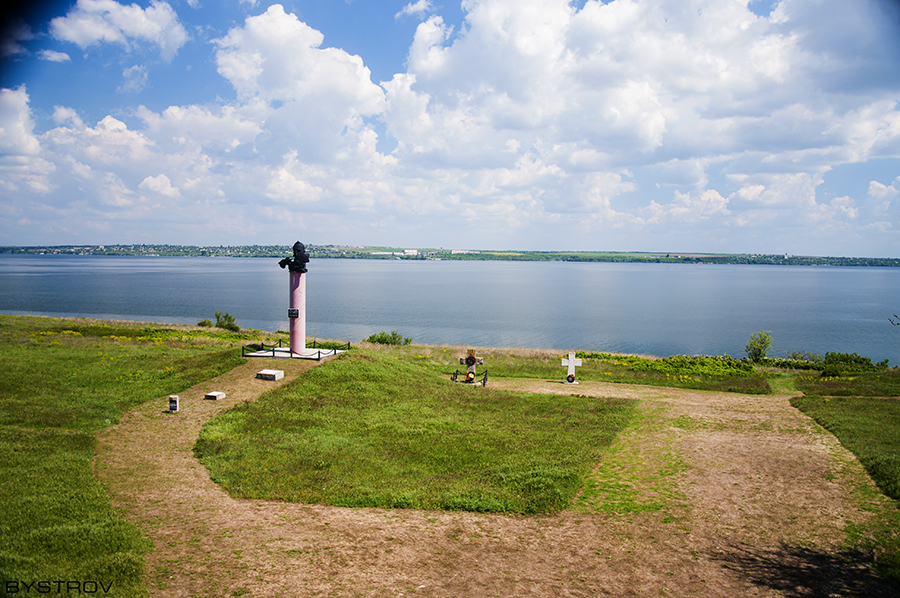
Общий вид
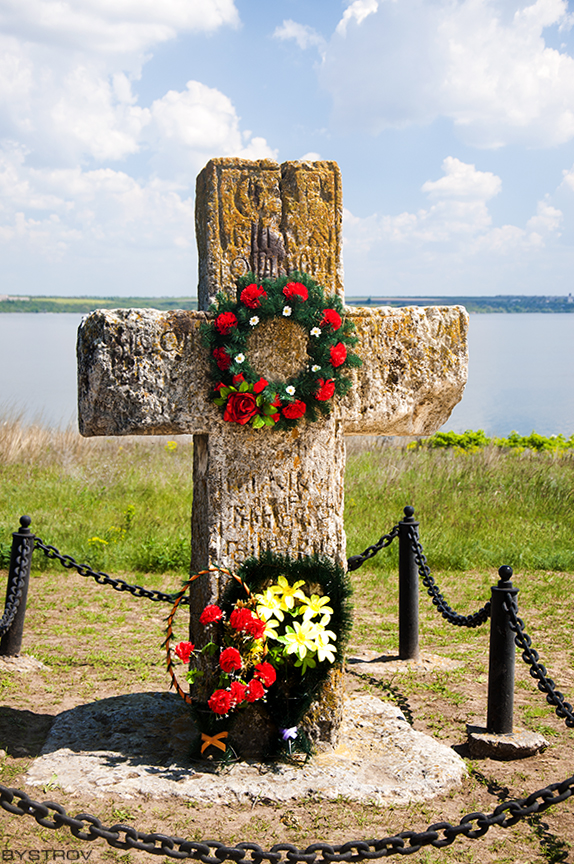
Крест
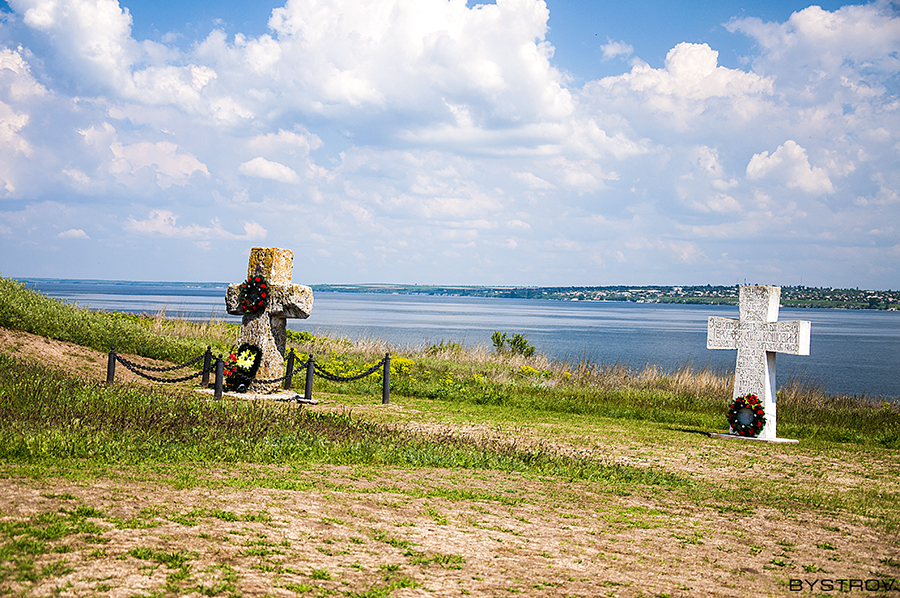
Старый и восстановленный кресты
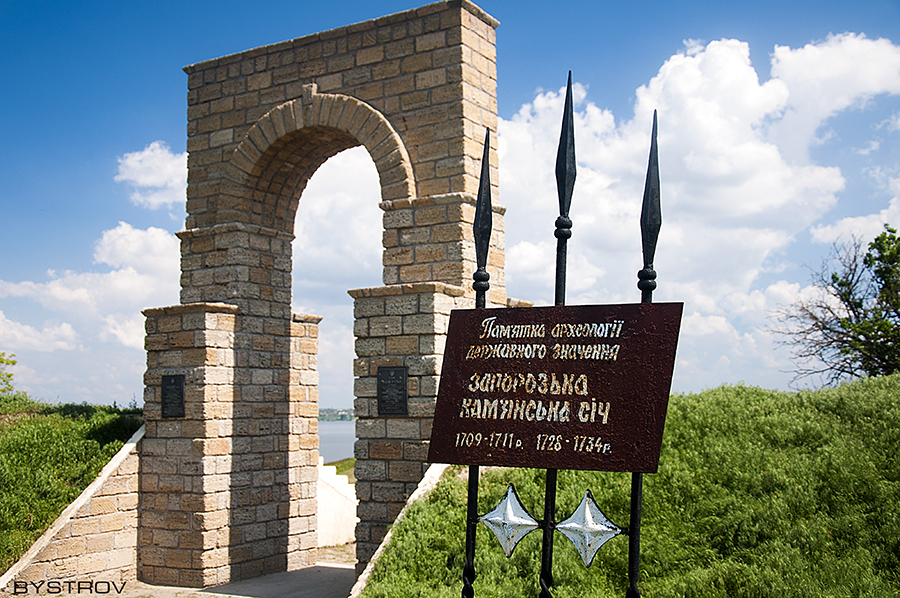
Ворота крупным планом
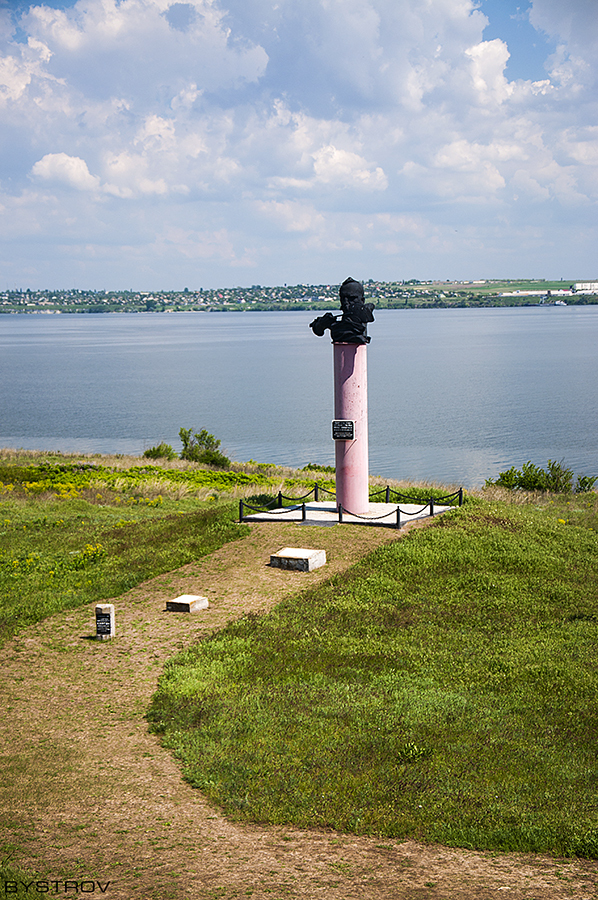
вид на реку
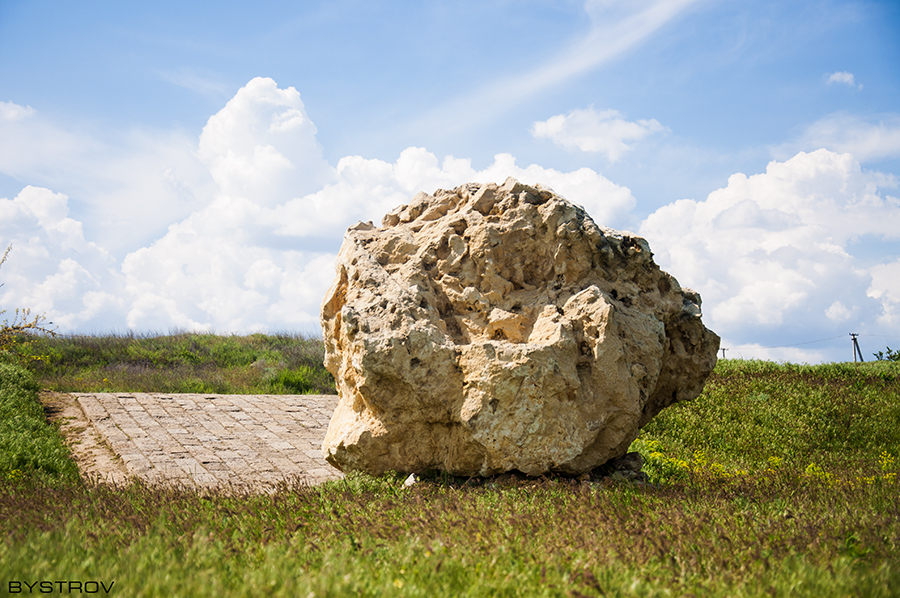
Глыба обратная сторона
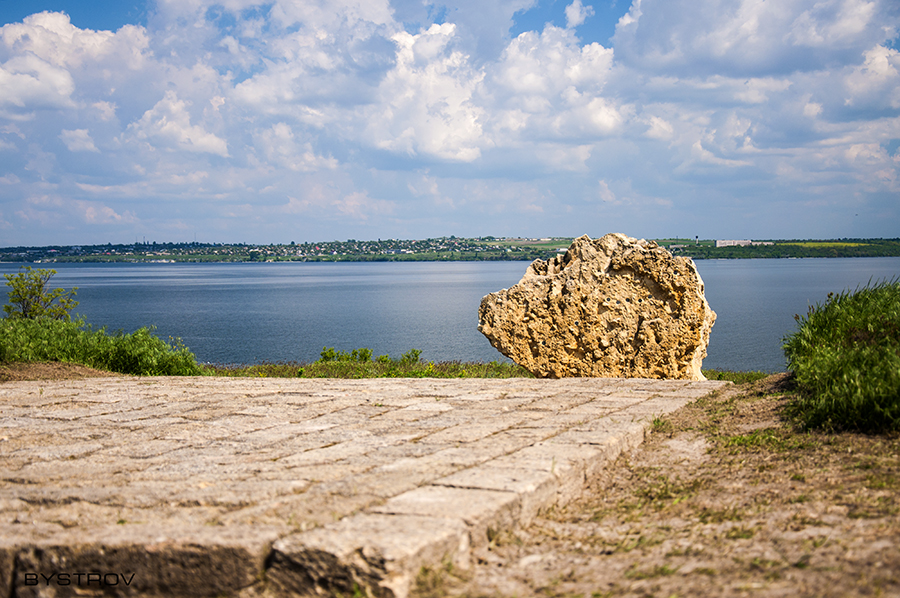
Глыба
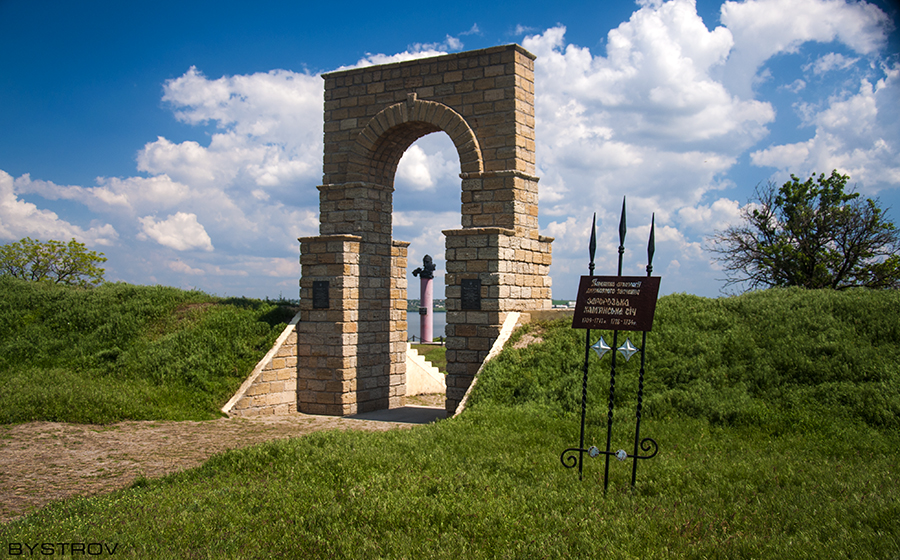
Ворота